# Tornado (webserver)
Tornado is een webserver en webapplicatieframework, geschreven in Python. Tornado staat bekend om zijn hoge prestaties.

## Geschiedenis
Tornado was oorspronkelijk ontwikkeld voor FriendFeed; het bedrijf werd overgenomen door Meta in 2009 waarna de code van Tornado kort daarna als open source gepubliceerd werd. Het ontwerp is er op gericht efficiënt om te kunnen gaan met vele gelijktijdige connecties.

## Modules
- Asynchrone MongoDB-driver (Motor)
- CouchDB-drivers (corduroy en trombi)
- Asynchrone driver voor PostgreSQL (Momoko)